# Cadrezzate
Cadrezzate är en ort och frazione i kommunen Cadrezzate con Osmate i provinsen Varese i regionen Lombardiet i Italien. 
Cadrezzate upphörde som kommun den 15 februari 2019 och bildade med den tidigare kommunen Osmate den nya kommunen Cadrezzate con Osmate. Den tidigare kommunen hade 1 870 invånare (2018).